# Rajko Jokanović
Rajko Jokanović (Belgrado, 27 settembre 1971) è un pallavolista serbo.